# 1Ł119 Niebo-SWU
1Ł119 Niebo-SWU (ros. 1Л119 Небо-СВУ) – rosyjski radar trójwspółrzędny przeznaczony do kontroli przestrzeni powietrznej, wykrywania i wyznaczania współrzędnych szerokiej gamy nowoczesnych obiektów powietrznych na wysokim pułapie, w tym samolotów strategicznych i taktycznych, w tym o obniżonej wykrywalności.

## Historia
Radar został opracowany przez Naukowo-Badawczy Instytut Inżynierii Radiowej w Niżnym Nowogrodzie (ros. Нижегородский научно-исследовательский институт радиотехники – ННИИРТ) jako następca Nebo-SW. Produkcja odbywa się w Zakładach Mechanicznych w Uljanowsku. Głównym konstruktorem radaru był Włodzimierz Stiepanowicz Gagauz, w skład zespołu konstrukcyjnego wchodzili ponadto: W. S. Kaniengisier, W. W. Maslennikow, B. I. Gafanowicz, W. N. Kowrowskij, W. W. Łożkariew, W. N. Poleżajew, Ł. A. Pronczatowa, Je. A. Riabow, Je. A. Smirnow oraz Je. I. Chachin.
Został przyjęty na wyposażenie Sił Zbrojnych Federacji Rosyjskiej w 2001 r. Radary Niebo-SWU mogą wykrywać samoloty bojowe F-22, B-2, F-35 oraz lotnicze pociski rakietowe typu ASALM. Dzięki stosowaniu fal o dużej długości i niskiej częstotliwości, radar może zdolny jest do wykrycia samolotu lub innego obiektu latającego o skutecznej powierzchni odbicia 0,1 m² z odległości 100 km. Zastosowane w nim rozwiązania pozwalają wstępnie lokalizować cele dla pracujących na wysokich częstotliwościach radarów kontroli ognia systemów S-300 lub S-400. Stacja została zaprezentowana na forum Armia-2017. W skład zestawu wchodzi antena na naczepie CzMZAP 9907.2 holowana przez pojazd Ural-44202 oraz agregat prądotwórczy zamontowany na podwoziu pojazdu Ural-532361. Obsługa dysponuje wyposażeniem umożliwiającym cyfrowe przetwarzanie sygnałów radarowych oraz elastyczne dostosowanie funkcjonowanie systemu do działań zakłócających przeciwnika. Kontener obsługi jest wyposażony w miejsca wypoczynkowe, co pozwala na rotację załogi w celu zapewnienia ciągłej pracy radaru, nawet w warunkach polowych.
Radar został wykorzystany przez armię rosyjską podczas agresji na Ukrainę. W kwietniu 2023 r. jeden egzemplarz tego radaru został zniszczony przez Siły Zbrojne Ukrainy.